# Flávio Conceição
Flávio da Conceição (ur. 13 czerwca 1974 roku w Santa Maria da Serra) – brazylijski piłkarz występujący na pozycji defensywnego pomocnika. Posiada także obywatelstwo hiszpańskie.

## Kariera klubowa
Flávio urodził się w mieście Santa Maria da Serra, leżącym w stanie São Paulo. Piłkarską karierę rozpoczął w klubie Rio Branco, w barwach którego zadebiutował w 1992 roku w Série C. W Rio Branco grał przez niespełna dwa sezony i w połowie 1993 roku przeszedł do SE Palmeiras z miasta São Paulo. W Palmeiras już od początku 1994 roku zaczął grać w pierwszym składzie i wtedy też wywalczył tytuł mistrza Brazylii. Został także mistrzem stanu São Paulo. Z Palmeiras występował w Copa Libertadores. Swój drugi i ostatni sukces z tym zespołem osiągnął w 1996 roku, gdy znów wygrał mistrzostwa stanowe. Dla Palmeiras wystąpił łącznie w 102 ligowych meczach i strzelił 4 gole.
W 1996 roku Conceição przeszedł za około 6,3 miliona euro do hiszpańskiego zespołu Deportivo La Coruña. Tam spotkał innych swoich rodaków: Rivaldo, Renaldo i Mauro Silvę. W Primera División zadebiutował 4 stycznia 1997 w przegranym 0:1 domowym spotkaniu z FC Barcelona. W pierwszym sezonie gry w Deportivo nie miał miejsca w pierwszym składzie i zajął 3. miejsce w lidze. Wywalczył je w kolejnym sezonie (1997/1998), ale Deportivo spisało się słabiej kończąc sezon dopiero na 12. pozycji i szybko odpadając z Pucharu UEFA (1. runda). W sezonie 1998/1999 zajął z Deportivo 6. miejsce, ale już w 2000 roku stał się jednym z głównych autorów zdobycia pierwszego w historii dla klubu z La Coruñi mistrzostwa Hiszpanii. W tamtym sezonie rozegrał 27 meczów i strzelił 4 gole.
Dzięki mistrzostwu Conceição otrzymał oferty z innych klubów, a skorzystał z tej z Madrytu. Latem 2000 tamtejszy Real zdecydował się zapłacić za Brazylijczyka 26 milionów euro. W drużynie prowadzonej przez trenera Vicente del Bosque zadebiutował 9 września w wygranym 2:1 meczu z Valencią. W Realu był jednak rezerwowym defensywnym pomocnikiem i przegrywał rywalizację z Francuzem Claude’em Makélélé, a do tego przez dłuższy czas leczył kontuzje. W całym sezonie 2000/2001 rozegrał 14 ligowych meczów, zdobył swoje drugie mistrzostwo Hiszpanii oraz dotarł do półfinału Ligi Mistrzów. Natomiast w sezonie 2001/2002 zagrał zaledwie 9-krotnie w La Liga (3. miejsce Realu), ale sięgnął po inne trzy trofea – Puchar Mistrzów (wystąpił przez 17 minut wygranego 2:1 finałowego meczu z Bayerem 04 Leverkusen) Superpuchar Europy oraz Puchar Interkontynentalny. W zespole „Królewskich” Flávio spędził także sezon 2002/2003 po raz drugi z Realem zdobywając mistrzostwo kraju (22 mecze).
W 2003 roku z klubu odszedł trener Del Bosque, a Conceição został wypożyczony do niemieckiej Borussii Dortmund, do której ściągnął go Matthias Sammer. Tam także spotkał swoich rodaków – Dedê, Ewerthona, Evanílsona i Márcio Amoroso. W Bundeslidze zadebiutował 2 sierpnia w zremisowanym 2:2 spotkaniu ze FC Schalke 04, będąc jednym z najlepszych zawodników spotkania (w 66. minucie zdobył gola z rzutu wolnego). Z czasem jednak znów odniósł kolejne urazy i w lidze niemieckiej zagrał zaledwie w 14 meczach z Borussią zajmując 6. miejsce.
W 2004 roku Conceição wrócił z wypożyczenia do Madrytu, ale ostatecznie odszedł do tureckiego Galatasaray SK. W stambulskim klubie stał się jednym z czołowych zawodników. W lidze zadebiutował 8 sierpnia w wygranym 3:1 meczu z Konyasporem. W sezonie zdobył 2 bramki – z Gaziantepsporem oraz MKE Ankaragücü, a z Galatasaray zajął 3. lokatę oraz zdobył Puchar Turcji. W kontrakcie istniała jednak klauzula, że Flávio może odejść za 500 tysięcy euro i tyle samo wyłożył grecki Panathinaikos AO. W lidze greckiej oraz Lidze Mistrzów spisywał się jednak słabo i nie spełnił oczekiwań fanów. Z Panathinaikosem zakończył sezon na 3. miejscu. Jego dorobek to 14 meczów i 1 gol. Po sezonie rozwiązał kontrakt z ateńskim zespołem i przez sezon 2006/2007 pozostawał bez przynależności klubowej, aż ostatecznie zakończył piłkarską karierę.
| Sezon     | Klub                | Kraj      | Rozgrywki        | Mecze | Bramki |
| --------- | ------------------- | --------- | ---------------- | ----- | ------ |
| 1992      | Rio Branco          | Brazylia  | Série C          | 10    | 2      |
| 1993      | Rio Branco          | Brazylia  | Série C          | 22    | 2      |
| 1993      | SE Palmeiras        | Brazylia  | Série A          | 2     | 0      |
| 1994      | SE Palmeiras        | Brazylia  | Série A          | 25    | 2      |
| 1995      | SE Palmeiras        | Brazylia  | Série A          | 48    | 2      |
| 1996      | SE Palmeiras        | Brazylia  | Série A          | 27    | 0      |
| 1996/1997 | Deportivo La Coruña | Hiszpania | Primera División | 12    | 1      |
| 1997/1998 | Deportivo La Coruña | Hiszpania | Primera División | 27    | 3      |
| 1998/1999 | Deportivo La Coruña | Hiszpania | Primera División | 31    | 1      |
| 1999/2000 | Deportivo La Coruña | Hiszpania | Primera División | 27    | 4      |
| 2000/2001 | Real Madryt         | Hiszpania | Primera División | 14    | 0      |
| 2001/2002 | Real Madryt         | Hiszpania | Primera División | 9     | 0      |
| 2002/2003 | Real Madryt         | Hiszpania | Primera División | 22    | 1      |
| 2003/2004 | Borussia Dortmund   | Niemcy    | Bundesliga       | 14    | 1      |
| 2004/2005 | Galatasaray SK      | Turcja    | Süper Lig        | 27    | 2      |
| 2005/2006 | Panathinaikos AO    | Grecja    | Alpha Ethniki    | 14    | 1      |

## Kariera reprezentacyjna
W reprezentacji Brazylii Conceição zadebiutował 18 listopada 1995 roku w wygranym 1:0 towarzyskim meczu z Argentyną. Rok później został powołany do kadry na Igrzyska Olimpijskie w Atlancie. Był na nich podstawowym graczem canarinhos i z imprezy tej przywiózł brązowy medal.
W 1997 roku Conceição wystąpił na turnieju Copa América 1997. Z Brazylią dotarł do finału, a w nim wraz z rodakami pokonał Boliwię 3:1. Brazylijski pomocnik wystąpił także w kolejnym turnieju o mistrzostwo Ameryki Południowej, Copa América 1999. Na nim znów doszedł do meczu finałowego i po raz drugi zdobył mistrzostwo kontynentu (wygrana 3:0 z Urugwajem).
W swojej karierze Flávio wywalczył także Puchar Konfederacji w 1997 roku. Wystąpił w tym turnieju 2 lata później, ale tym razem Brazylia przegrała w finale 3:4 z Meksykiem. Dwukrotnie brał udział w rozgrywkach o Złoty Puchar CONCACAF: w 1996 roku zajął 2. miejsce, a w 1998 – 3. Ogółem w reprezentacji Brazylii Conceição zagrał w 45 meczach i zdobył 4 gole.

## Sukcesy
- Mistrzostwo Hiszpanii: 2000 z Deportivo, 2001, 2003 z Realem Madryt
- Mistrzostwo Brazylii: 1994 z Palmeiras
- Liga Mistrzów: 2002 z Realem
- Puchar Interkontynentalny: 2002 z Realem
- Superpuchar Europy: 2002 z Realem
- Puchar Turcji: 2005 z Galatasaray
- Brązowy medal IO: 1996
- Copa América: 1997, 1999
- Puchar Konfederacji: 1997